# Lista comunelor din Constantine

Harta Algeriei cu provincia Constantine evidențiată

Din provincia Constantine fac parte următoarele comune:
- Aïn Abid
- Aïn Smara
- Ali Mendjeli
- Beni Hamiden
- Constantine
- Didouche Mourad
- El Khroub
- Hamma Bouziane
- Ibn Badis
- Ibn Ziad
- Messaoud Boudjriou
- Ouled Rahmoune
- Zighoud Youcef